# Bürgstadt
Bürgstadt ist ein Markt im unterfränkischen Landkreis Miltenberg und der Sitz der Verwaltungsgemeinschaft Erftal. Außer dem Hauptort gibt es keine weiteren Gemeindeteile.

## Geografische Lage

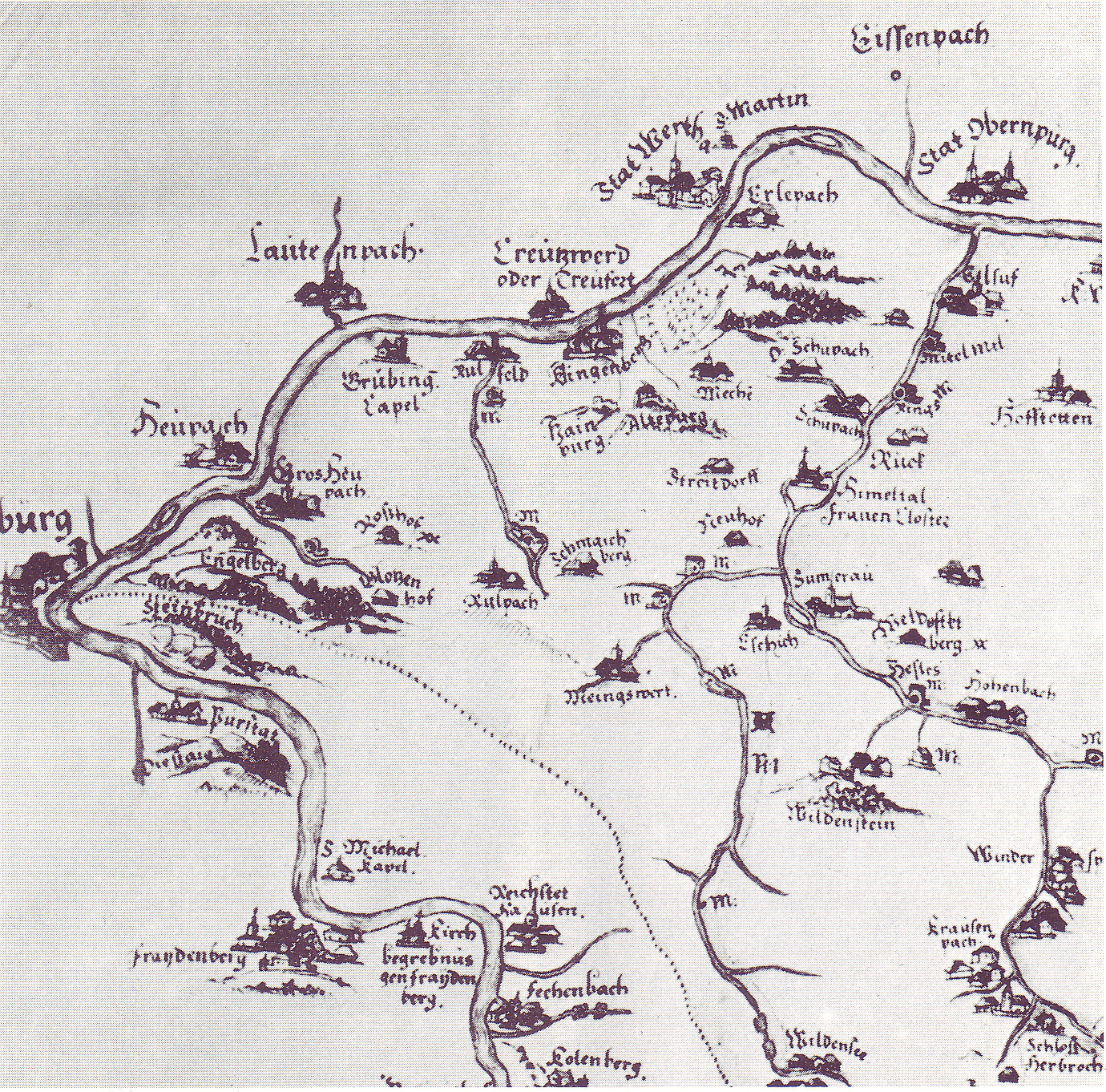
Bürgstadt in der Spessartkarte von Paul Pfinzing von 1594 (Norden ist rechts)

Bürgstadt liegt an der Mündung der Erf in den Main und grenzt direkt an die südwestlich gelegene Kreisstadt Miltenberg. Es liegt am nordöstlichen Rand des Odenwalds bzw. am südwestlichen Rand des Spessarts (Wertheimer Hochfläche) an der Grenze zu Baden-Württemberg. Der topographisch höchste Punkt der Gemeindegemarkung befindet sich mit 482 m ü. NHN am Gipfel des Wannenberges, nordöstlich von Bürgstadt, der niedrigste liegt im Main auf 124,5 m ü. NHN.

## Name

### Etymologie
Der ursprüngliche Ortsname besteht aus den mittelhochdeutschen Wörtern burc, im Sinne eines befestigten Ortes oder einer Burg und stat für Stätte oder Stelle.

### Frühere Schreibweisen
Frühere Schreibweisen aus diversen historischen Karten und Urkunden:
| - 1181 Burgestat - 1261 Burgestad - 1291 Bürgestad | - 1308 Burgistat - 1320 Burgstat - 1594 Bürgstatt | - 1625 Bürgstadt |

## Geschichte

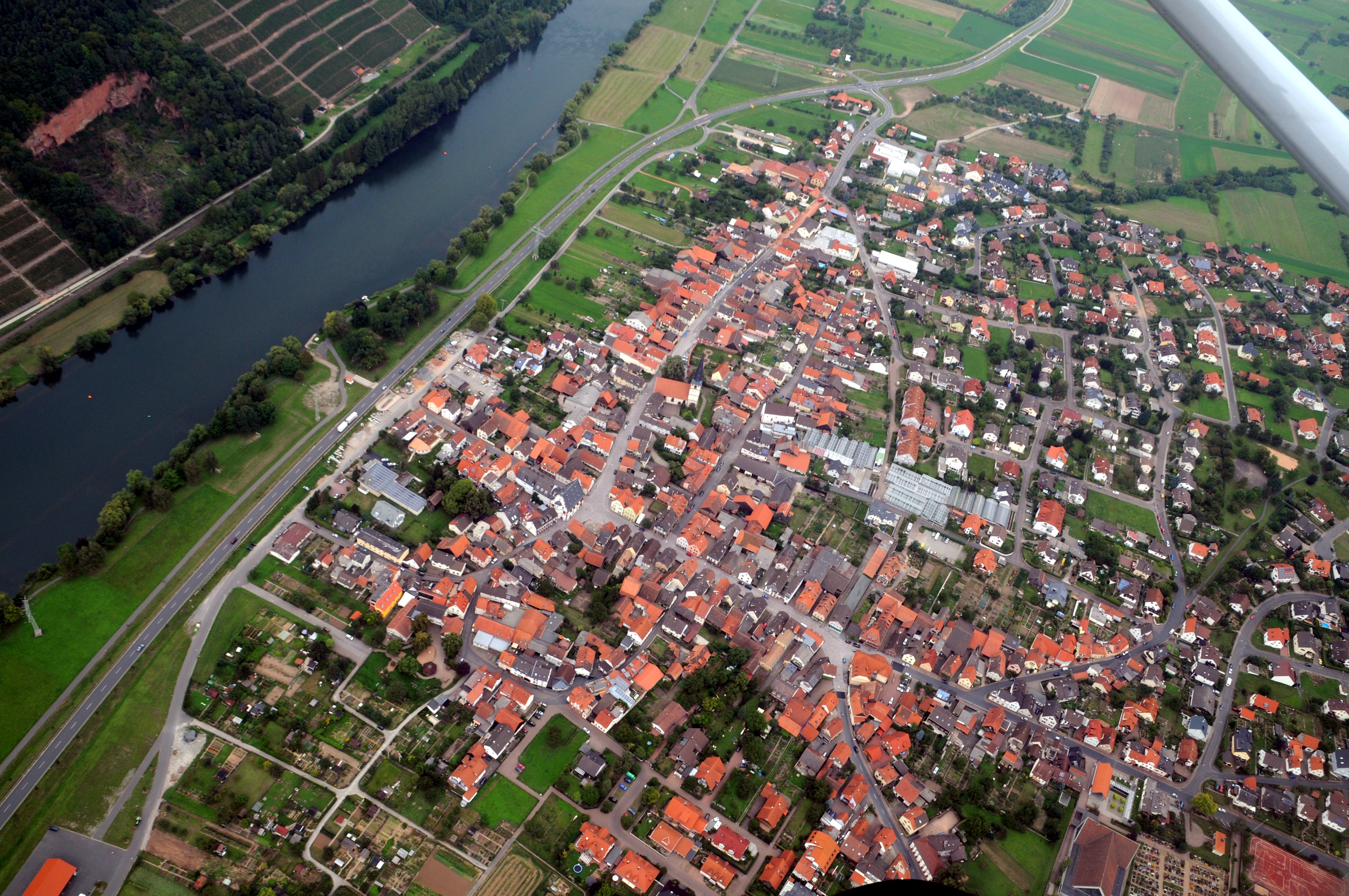
Luftbild (2008)

In frühgeschichtlicher Zeit war der Bürgstadter Berg Sitz einer befestigten Siedlung (heute Wald), die durch den Ringwall Bürgstädter Berg geschützt wurde. Die erste urkundliche Erwähnung von Bürgstadt erfolgte im Jahr 1181. Während der Zeit der Stammesherzogtümer gehörte der Ort zum Herzogtum Franken. Bis ins 18. Jahrhundert war Bürgstadt Centgrafensitz, verlor jedoch schon im späten Mittelalter viel von seiner Bedeutung an das benachbarte Miltenberg, das strategisch günstiger lag und durch eine Burg geschützt wurde und daher zum Sitz des Amtes Miltenberg wurde. Auch lag das römische Kastell Miltenberg-Ost teilweise auf Bürgstadter Gemarkung.
In den Jahren 1616 bis 1618 und 1627 bis 1630 kam es in Bürgstadt zu Hexenverfolgungen, denen 91 Menschen zum Opfer fielen. 1628 stiftete Centgraf Leonhard Gackstadt, von Amts wegen Richter in den Hexenprozessen, einen neuen Hochaltar für die Martinskapelle.
Bis zum Jahre 1803 stand Bürgstadt unter der Herrschaft des Kurfürstentums Mainz. Durch den Reichsdeputationshauptschluss wurde Bürgstadt unter weltliche Herrschaft gestellt. Bis zum Jahre 1816 wechselte die Herrschaft dreimal, bevor Bürgstadt zum Königreich Bayern kam.
Im Jahr 1862 wurde das Bezirksamt Miltenberg gebildet, auf dessen Verwaltungsgebiet Bürgstadt lag. Wie überall im Deutschen Reich wurde 1939 die Bezeichnung Landkreis eingeführt. Bürgstadt war nun eine der 31 Gemeinden im Altkreis Miltenberg. Dieser schloss sich am 1. Juli 1972 mit dem Landkreis Obernburg am Main zum neuen Landkreis Miltenberg zusammen.

### Einwohnerentwicklung
Im Zeitraum 1988 bis 2018 stieg die Einwohnerzahl von 3904 auf 4217 um 313 Einwohner bzw. um 8 %. 2004 hatte der Markt 4364 Einwohner.
Quelle: BayLfStat

## Politik

### Gemeinderat
Der Gemeinderat besteht aus 17 Mitgliedern einschließlich des Bürgermeisters. Die Sitzverteilung zeigt das nebenstehende Diagramm.

### Bürgermeister
Im März 2014 wurde Thomas Grün (Unabhängige Wählergemeinschaft) zum neuen Bürgermeister gewählt, der Amtsantritt war im Mai 2014. Damit endete die 69-jährige Ära der CSU-Bürgermeister in Bürgstadt.
2020 wurde Grün mit 62,46 % wiedergewählt. Vorgänger war Bernhard Stolz (CSU).

### Wappen
| | Blasonierung: „In Rot auf grünem Boden eine silberne Burg mit offenem Tor in der Zinnenmauer und zwei seitlichen Zinnentürmen; zwischen ihnen schwebend ein sechsspeichiges silbernes Rad.“ |
| Wappenbegründung: Auf die ehemalige Kurmainzer Landesherrschaft weisen das Mainzer Rad und die Farben Silber und Rot hin. Die Burg ist redend für den Namen des Orts. | |

## Kultur und Sehenswürdigkeiten

### Museen
Das Museum in der ehemaligen Bürgstadter Mittelmühle gliedert sich in die Themenschwerpunkte heimischer Weinbau sowie Sandsteingewinnung und -bearbeitung. Ferner sind Tabakanbau, Früh- und Ortsgeschichte und der Lebensweg des hier geborenen Komponisten Johann Michael Breunig (1699–1755) dokumentiert. Seit 2002 zeigt eine Römerabteilung die frühe Lokalgeschichte. Der Geschichte der Heimatvertriebenen in Bürgstadt ist ein besonderer Raum gewidmet. Halbjährlich wechselnd werden in Sonderausstellungen aktuelle Themen der Orts- und Vereinsgeschichte sowie zum dörflichen Alltagsleben vor 1960 anhand der Museumsbestände präsentiert.

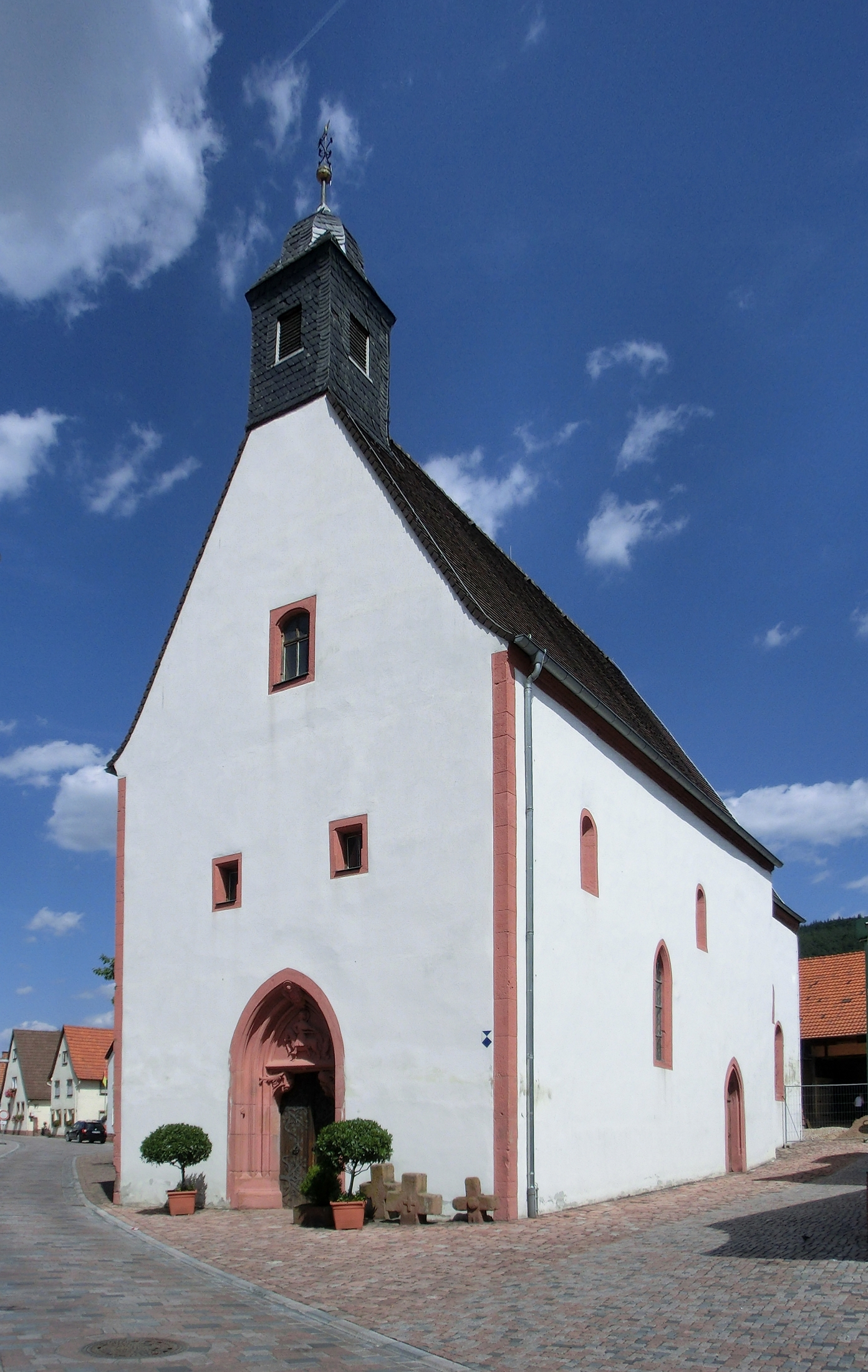
Martinskapelle
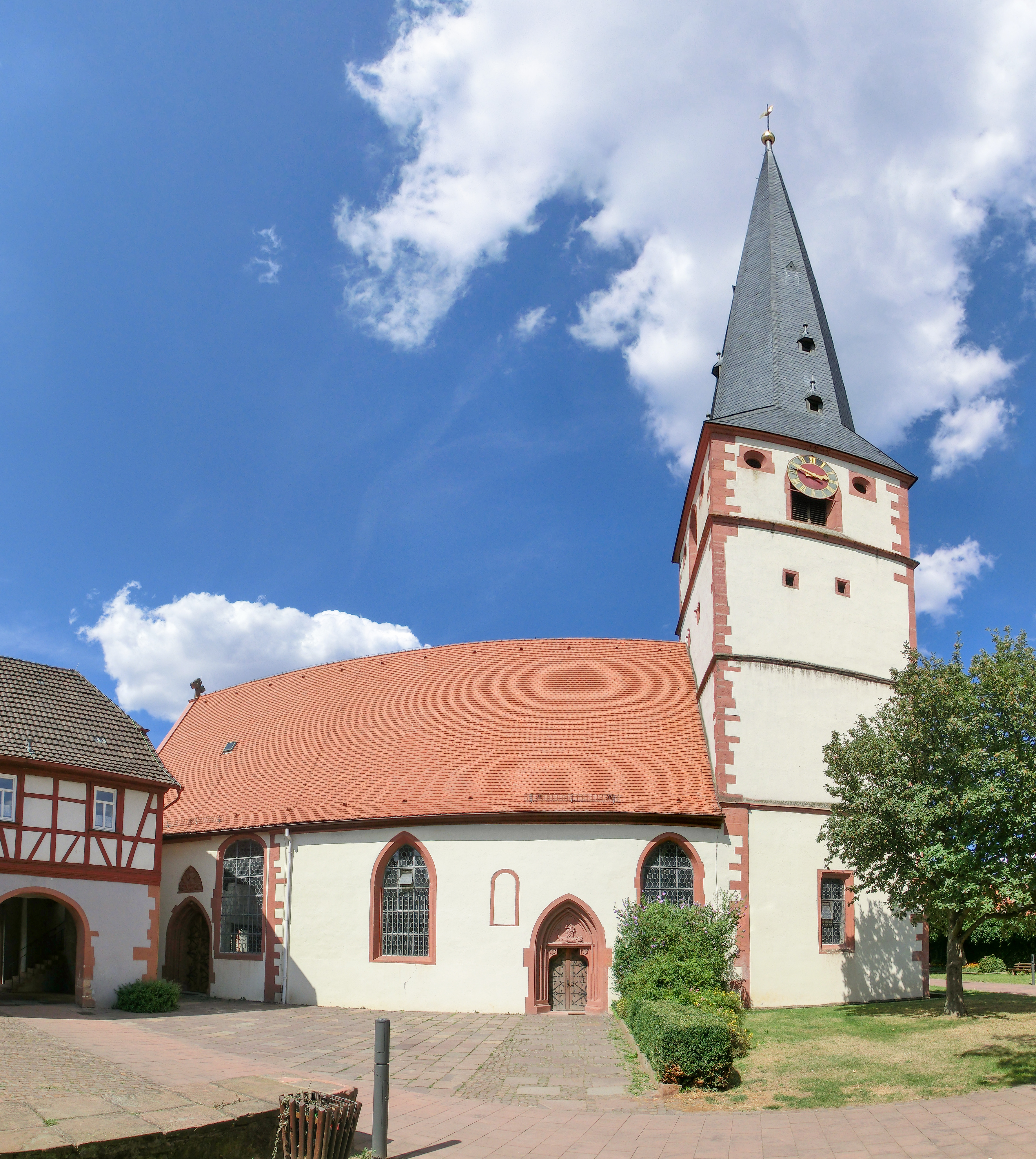
Pfarrkirche St. Margareta
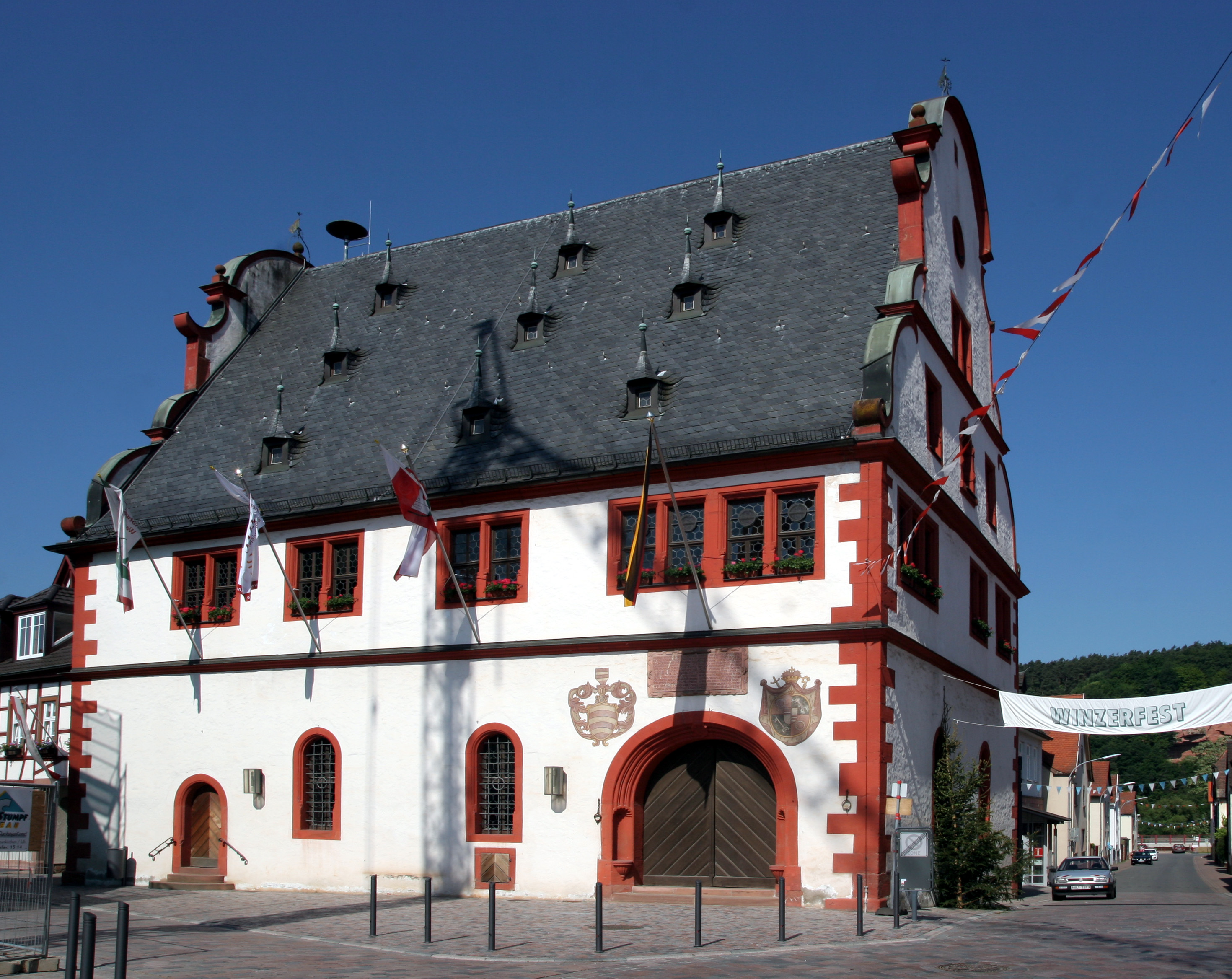
Historisches Rathaus

### Bauwerke
Zu den Sehenswürdigkeiten zählt die Martinskapelle, erbaut um 950, mit ihrer um 1590 erfolgten Ausmalung mit einer Bilderbibel, in 40 Medaillons dargestellt. Die Pfarrkirche St. Margareta wurde um 1300 erbaut, 1437 umgebaut und 1617 erweitert. Das sehenswerte gotische Portal stammt aus dem 15. Jahrhundert. Das historische Rathaus wurde um 1590 erbaut. Die Bauruine der Centgrafenkapelle stammt aus dem 17. Jahrhundert. Im Mai 2000 wurde die zum Bürgerzentrum umgebaute Mittelmühle der Öffentlichkeit übergeben.
- Mariensäule (Bürgstadt)

### Wanderwege
Durch den Ort verläuft der Nibelungensteig, ein 130 Kilometer langer, mit dem Gütesiegel „Qualitätsweg Wanderbares Deutschland“ zertifizierter Fernwanderweg. Der etwa 180 km lange Jakobsweg Main-Taubertal und der Fränkische Marienweg führen ebenfalls durch Bürgstadt.

### Regelmäßige Veranstaltungen
Am zweiten Samstag im Juni findet jährlich die Weinkulturnacht statt. Alle fünf Jahre (letzter Termin 15. Februar 2020)[veraltet] wird ein Faschingsumzug mit der Altweibermühle (erste Erwähnung 1860) als Höhepunkt veranstaltet. Immer am ersten Juliwochenende veranstaltet der örtliche Fußballclub sein Turnier um den jeweiligen Centgrafen-Cup. Das Turnier trägt seinen Namen in Anlehnung an die geschichtliche Vergangenheit der Gemeinde. Am zweiten Wochenende im Juli findet jedes Jahr das Straßen- und Hoffest statt, an dem sich zahlreiche Vereine beteiligen.

### Kulinarische Spezialitäten
Auf dem Bürgstadter Centgrafenberg wird Rotwein angebaut, welcher für Bürgstadt von großer Bedeutung ist. Vor allem Spätburgunder und Frühburgunder wachsen auf dem Buntsandsteinboden zu sehr guten Rotweinen heran. Der bekannteste Winzer des Ortes ist Paul Fürst, der im Jahr 2003 Winzer des Jahres des Gault-Millau-Weinguide wurde. Fast durchgängig bieten die örtlichen Weinbaubetriebe im zweiwöchentlichen Wechsel in Häckerwirtschaften ihren selbsterzeugten Wein mit unterschiedlichen Arten von Brotzeiten an.
Bürgstadt liegt seit 1990 am Fränkischen Rotwein Wanderweg.

## Wirtschaft und Infrastruktur
Der Weinbau spielt in Bürgstadt eine bedeutende Rolle. Mit knapp 60 ha Rebfläche ist die Gemeinde eine der größten Weinbaugemeinden am Bayerischen Untermain und zugehörig zum fränkischen Weinbaubereich Churfranken. 1612 wurde der Bürgstadter Rotwein erstmals erwähnt.

### Verkehr
Durch das Gemeindegebiet von Bürgstadt führen die Staatsstraßen 507, 2309 und 2310. In Bürgstadt Nord befindet sich die Zugstrecke Miltenberg – Wertheim.

## Freizeit- und Sportanlagen
Bürgstadt verfügt über ein beheiztes Freizeitbad mit Großwasserrutsche sowie Sportplätze, Tennisplätze, eine Tennishalle mit Squashfeldern und Spielplätze. In beiden Richtungen des Maintals stehen ausgebaute Fahrradwege zur Verfügung; darüber hinaus gibt es zahlreiche Wanderwege an Main, Erf, in den Weinbergen und im Wald.

## Kurioses
Der Legende nach soll Martin Luther in Bürgstadt von der Kanzel gepredigt haben. Erbost über die Engstirnigkeit der Bürger soll er sie als Kreuzköpf beschimpft haben.
Nach einer anderen Quelle sollen die Bürger Martin Luther, der sie bekehren wollte, aus dem Ort vertrieben haben. Sie rissen Kreuze auf dem Friedhof aus und verjagten den Reformator.

## Persönlichkeiten
- Ernst Heinrichsohn (1920–1994), Bürgermeister von 1960 bis 1980. 1980 in Köln wegen Beteiligung an der Judenverfolgung in Frankreich zu sechs Jahren Gefängnis verurteilt. Bürgstadts Einwohner waren auch nach der Verurteilung von der Unschuld ihres Mitbürgers überzeugt, die Journalistin Lea Rosh dokumentierte diese Aussagen in mehreren Fernsehfeatures für Kennzeichen D.[14]

### Söhne und Töchter des Marktes
- Johann Michael Breunig (1699–1755), Barockkomponist
- Maria Bachmann (* 1964), Schauspielerin, Drehbuchautorin, Regisseurin
- Beate Nodes (1964–2008), Automobil-Rennfahrerin
- Sabine Ullrich, Bayerische Bierkönigin[15]
- Ernst Volland (* 1946) geboren in Bürgstadt, ist ein deutscher Künstler, Fotograf, Karikaturist, Galerist, Kurator und Autor.